# Ландо Гутман Самуїлович
Товій-Гутман Самуїлович Ландо (рум. Gutman Lando; 1877/1878 — 21 травня 1942, Кишинів, Молдавська РСР) — голова Бессарабської єврейської громади, що діяла в Молдавській Демократичній Республіці та Румунії.
Його робота була пов'язана з містом Кишинів, де він також був державним службовцем і був зайнятий в зерноторгівлі. Ландо, будучи членом законодавчого органу Молдавської Республіки (молд. Sfatul Ţării) в 1918 році, а з окупацією Кишинева в липні 1942 року був призначений режимом Іона Антонеску на пост голови кишинівського Юденрату — тобто, фактично, відповідав за Кишинівське гетто. Не зумів запобігти депортації в'язнів гетто в Трансністрію, і тому наклав на себе руки 21 травня 1942 року. Його дружина також намагалася накласти на себе руки, але була врятована  .

## Біографія
Гутман Ландо був політично активний в Бессарабії — в ті роки, провінція Російської імперії — до 1917 року. Він став ще більш помітною фігурою в 1918 році, коли Бессарабія стала квазі-незалежною «Молдавською демократичною республікою», столицею якої було місто Кишинів. На той час йому було близько 40 років і він включився в державне будівництво в молодій Республіці, одночасно займаючи місце в місцевому законодавчому органі Сфатул Церій. Тим не менш, він був відсутній в парламенті під час дебатів 9 квітня 1918 року — за результатами яких Бессарабія об'єдналася з Румунією.
Згодом Ландо інтегрувався як в єврейське, так і в неєврейське політичне життя Великої Румунії. До 1929 року, будучи зерноторгівцем в Кишиневі, він також працював в раді общинної організації «Cultura şi Munca» («Культура і праця»), якою керував в ті роки Іде-Лейб Цірельсон. Ілля Еренбург і Василь Гроссман в «Чорній книзі» відзначали, що він був «популярним громадським активістом».
У червні 1940 року, майже через рік після початку Другої світової війни, війська Радянського Союзу увійшли на територію Бессарабії. Це стало потрясінням для Румунії, де на зміну старому режиму прийшов Іон Антонеску. Протягом наступних кількох місяців новий режим — успадкував і активно застосовував антисемітські закони, прийняті ще в кінці 1930-х років — створив «теорію змови», звинувачуючи євреїв як в радянській окупації, так і в передбачуваних терористичних актах. Дані твердження були негайно спростовані громадськими лідерами, такими як Хорія Карп і Вільгельм Фільдерман. Але, як писав історик, «ці деталі […] мало вплинули на офіцерів і солдат румунської армії 1940 року. Безсловесна аргументація ґрунтувалася на повному запереченні даних фактів». Згідно з більш пізнім свідченнями Ландо, його колеги та деякі з його родичів були депортовані радянською владою і заключені в ГУЛАГ.
22 червня 1941 року Румунія приєдналася до нападу Третього Рейху на Радянський Союз і незабаром повернула Бессарабію. Євреї Кишинева виявилися під військовою окупацією і були змушені переселитися в гетто, окреслене нацистським урядом в кінці липня. 1 серпня в гетто був створений комітет: в нього увійшли — сам Ландо (в якості президента), Абрам Шапіро і Е. Бітман (в якості помічників), і дев'ятнадцять інших представників місцевої інтелігенції. Ландо особисто домігся того, щоб в гетто дозволили відкрити пекарню і лікарню (остання з яких була укомплектована армійськими лікарями); він також обговорював умови примусової праці єврейських полонених.
Ситуація в кишинівському гетто незабаром погіршилася: нестача їжі приводила до того, що від 15 до 30 осіб вмирали в ньому щодня. Лікарня також була розкомплектована з міркувань «військової доцільності». У серпні відбулися інциденти, в яких солдати «випадково» вбили кількох єврейських робітників; в одному з таких випадків капітан Раду Іонеску віддав наказ кулеметній команді відкрити вогонь по випадковій групі єврейських робітників.
8 жовтня влада почала здійснювати план масової депортації кишинівських євреїв в Трансністрію, де інші євреї вже були вбиті або залишені вмирати (див. Голокост в Румунії). Разом з іншими лідерами гетто Ландо звернувся до командувача жандармерією Костянтину Васіліу, стверджуючи, що його громада лояльна до Румунії і сильно постраждала від радянської влади, і відзначаючи при цьому, що маса призначених до депортації людей була вкрай слабка. Лист закінчувався проханням про відстрочку — хоча б до приходу весни, коли євреї могли б «легше адаптуватися» до «нового будинку». Історик Павло Шапіро стверджував, що Ландо та інші керівники, швидше за все, знали або здогадувалися, що «смерть депортованих» була бажаним результатом всього проекту «переселення».
Звернення було категорично відкинуто як Васіліу, там і самим Антонеску. 7 жовтня, коли гетто охопила паніка, Ландо знову звернувся до Антонеску з телеграмою з «покірним проханням» пошкодувати євреїв-кишинівців. Незважаючи на це, депортація тривала звичним ходом. За словами дружини Ландо — Сари — вісімнадцять її родичів були депортовані.
22 жовтня Антонеску віддав наказ, який заборонив депортувати хрещених євреїв і колишніх депутатів Сфатул Церій — в результаті, Ландо залишився в Кишиневі. Однак, 30 березня 1942 року румунські власті відмінили даний наказ: Антонеску ініціював «зачистку місцевості». Це означало депортацію 425 євреїв, що залишилися в Бессарабії: 257 з них знаходилися в гетто. Незважаючи на витрачені на хабарі 23 800 леїв, Ландо не зміг відкупитися.
20 травня, коли був відданий наказ на їх «евакуацію», сім'я Ландо вирішила зробити самогубство шляхом передозування морфіну. Пошукова група виявила, що пара все ще дихає, і відправила їх до лікарні. Сара була врятована і інтернована, уникнувши депортації; сам Гутман вранці 21 травня помер в реанімації. Його смерть є одним з численних випадків «примусового самогубства» в гетто. Наказ про депортацію перестав застосовуватися з початку 1943 року, а в середині року взагалі був скасований. Після відновлення радянського контролю в 1944 році Сара Ландо дала радянським слідчим докладні свідчення про становище в гетто і смертях в її власній родині.